# Mikhaïl Vrúbel
Mikhaïl Vrúbel (Omsk, 1856 - Moscou, 1910) fou un pintor rus.
Estudià a l'acadèmia de belles arts de Sant Petersburg. Relacionat amb el moviment simbolista, en realitat, de manera deliberada, va quedar per sobre de les tendències artístiques de la seva època, de manera que l'origen del seu inusual estil s'ha de buscar en la pintura romana d'Orient tardana i primer Renaixement.